# Forças Armadas do Chile

Brasão de armas do Chile

As Forças Armadas do Chile são dependentes do Ministério da Defesa e formadas pelo exército, marinha e força aérea.
Em tempos de paz a administração é realizada pelo ministro da defesa e em caso de guerra o presidente assume o Comando Supremo das Forças Armadas (Artigo 32 Nº 18 da constituição do Chile).

## Estrutura

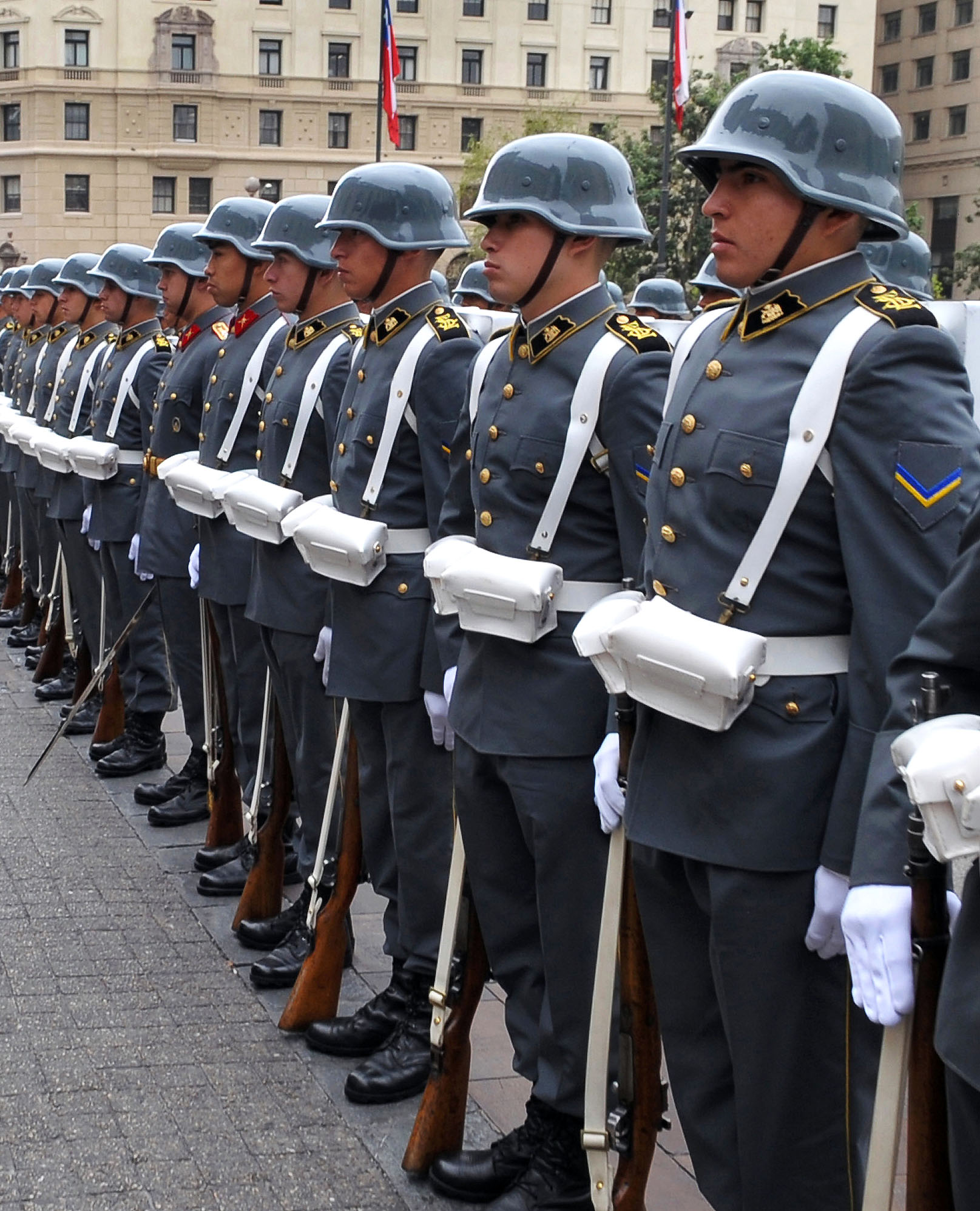
Soldados chilenos em uniforme cerimonial.

### Exército
O atual comandante-em-chefe é o general Javier Iturriaga del Campo . Os 55.000 militares estão organizados em seis divisões mais uma brigada aérea. Atualmente o exército opera carros de combate Leopard 1V e está passando por um processo de modernização, no qual serão comprados 136 Leopard 2A4 em um acordo com a Alemanha. 

### Marinha
O almirante Juan Andrés De La Maza larraín é o atual comandante da marinha chilena. Das 66 embarcações, oito são grandes navios de guerra. A marinha tem seus próprios aviões de transporte e patrulha, não possui aviões de combate e nem bombardeiros, mas dispõe de helicópteros de guerra. Também opera quatro submarinos.

### Força aérea
O Gen. Arturo Merino Núñez comanda a força aérea chilena, suas unidades estão distribuídas em cinco brigadas com bases em Iquique, Antofagasta, Santiago, Puerto Montt, Punta Arenas e também na Ilha do Rei George, Antártica.

## Despesas militares
As despesas militares chilenas representaram cerca de 3.9% do PIB em 2005. Por lei, os três segmentos das forças armadas recebem 10% do lucro das vendas de cobre.